# Constructor (agente de la edificación)
El constructor es uno de los agentes de la edificación participantes en la construcción de un proyecto arquitectónico. Está definido en el artículo 11 de la Ley de Ordenación de la Edificación de España como el agente que asume, contractualmente ante el promotor, el compromiso de ejecutar, con los medios materiales y humanos propios o ajenos, las obras o parte de las mismas con sujeción al proyecto y al contrato. 

## Obligaciones
- Ejecutar la obra con sujeción al proyecto, a la legislación aplicable vigente, y a las instrucciones del director de obra y del director de ejecución de obra, a fin de alcanzar la calidad exigida en el proyecto.
- Tener la titulación o capacitación profesional que habilita para el cumplimiento de las condiciones exigibles para actuar como constructor.
- Designar al jefe de obra (con titulación o capacitación profesional adecuada para ejercer su función), que asumirá la representación técnica del constructor en la obra.
- Asignar los medios materiales y humanos necesarios proporcionados a la obra a ejecutar.
- Formalizar las subcontrataciones dentro de los límites establecidos en el contrato.
- Firmar el acta de replanteo o de inicio de obra y el acta de recepción de obra.
- Facilitar al director de obra los datos necesarios para la elaboración de la documentación de la obra ejecutada.
- Suscribir las garantías previstas en la LOE (Artículo 19)